# むくりこくり
むくりこくりは、民俗語彙のひとつ。怖ろしいもののたとえ。もくりこくりとも。

## 概要
元寇の際、2度にわたって蒙古・高麗連合軍が九州を襲ったことを「蒙古高句麗の鬼が来る」といって怖れたことに由来するという。転じて子供のわがままや泣くのをとめるのに「むくりこくり、鬼来るぞ」と脅す風習となったとされる。さらに転じて「むくりこくり鬼」という鬼がいるようにも考えられた。
元寇の際の元軍・高麗軍の残虐行為を指すと解釈されるのが一般的だが、一部には、元・高麗軍の兵士の水死体を指すという解釈も存在する。
地域によっては「もっこ」という呼び方もあり、津軽地方などでは「モッコ来る」と子守唄にも歌われるが（§事例）、やはり過去の蒙古襲来の恐ろしさを伝えたものとされる。

## 記録
- 鎌倉時代末期の『沙汰未練書』には、「蒙古トハ異国ムクリノ事也」とある[2]。
- 正中2年（1325年）3月付けの『最勝光院荘園目録』[3]には「文永年中ムクリケイコ」（警固）に任じられたという用例がある[2]。

## 事例
- 青森県木造町には「モッコの子守唄」という民謡が伝承しており、「泣けば山がらモッコくるね、泣がねでねんねしな」と、昔の蒙古襲来の怖さを子守唄にしている[1]。
- 壱岐では「むくりこくり人形」が製作されていた。